# Jevgenij Tomaševskij
Jevgenij Jurejevič Tomaševskij (rusky Евгений Юрьевич Томашевский ; * 1. července 1987) je ruský šachista, který od roku 2005 drží titul velmistra FIDE. Tomaševskij je dvojnásobným ruským šachovým šampionem (2015, 2019) a také evropským šachovým šampionem (2009). Zúčastnil se také FIDE World Cup, a to v letech 2007, 2009, 2011, 2013, 2015, 2017 a 2019. Jeho nejvyšší Elo dosáhlo hodnoty 2758, a to v září 2015.

## Šachová kariéra
Tomaševskij vyhrál ruský šampionát do 10 let (1997) a ruský šampionát do 18 let (2001), tehdy jen ve věku 13 let. V roce 2004 skončil na druhém místě na mistrovství světa v šachu mládeže do 18 let.
V roce 2007 skončil druhý na Aeroflot Open. V roce 2009 vyhrál Tomaševskij 10. evropské mistrovství jednotlivců, v lednu 2010 pak hrál za ruský tým na mistrovství světa v šachu družstev, kde zvítězili.
V roce 2011 se dělil o první místo s Nikitou Vitiugovem a Le Quang Liêmem na Aeroflot Open, v nádstavbové části pak skončil třetí. Na mistrovství světa v šachu 2012 byl jedním ze sekundantů Borise Gelfanda.
V únoru 2015 obsadil Tomaševskij první místo na jednom z turnajů FIDE Grand Prix 2014–15, kde skončil s 8 body z 11 před hráči jako Dmitrij Jakovenko, Baadur Džobava, Alexandr Griščuk a další. Jeho hodnocení výkonnosti dosáhlo na 2916. V srpnu 2015 zvítězil v superfinále mistrovství Ruska v Chitě v Zabajkalském kraji s 7½ /11 bodů. V následujícím roce hrál za ruský tým na 42. šachové olympiádě. S týmem zde skončil třetí. V roce 2019 vyhrál svůj druhý ruský šampionát ve Votkinsku-Iževsku v Udmurtii se skórem 7/12.
Kvůli tomu, že je hlavně pozičním hráčem, nosí brýle a dosáhl na dobré vzdělání, si mezi šachisty Tomaševskij vysloužil přezdívku „profesor“.